# Ming Pao Monthly
 (novembre 2024).
La mise en forme du texte ne suit pas les recommandations de Wikipédia : il faut le « wikifier ».
Les points d'amélioration suivants sont les cas les plus fréquents. Le détail des points à revoir est peut-être précisé sur la page de discussion.
- Les titres sont pré-formatés par le logiciel. Ils ne sont ni en capitales, ni en gras.
- Le texte ne doit pas être écrit en capitales (les noms de famille non plus), ni en gras, ni en italique, ni en « petit »…
- Le gras n'est utilisé que pour surligner le titre de l'article dans l'introduction, une seule fois.
- L'italique est rarement utilisé : mots en langue étrangère, titres d'œuvres, noms de bateaux, etc.
- Les citations ne sont pas en italique mais en corps de texte normal. Elles sont entourées par des guillemets français : « et ».
- Les listes à puces sont à éviter, des paragraphes rédigés étant largement préférés. Les tableaux sont à réserver à la présentation de données structurées (résultats, etc.).
- Les appels de note de bas de page (petits chiffres en exposant, introduits par l'outil «  Source ») sont à placer entre la fin de phrase et le point final[comme ça].
- Les liens internes (vers d'autres articles de Wikipédia) sont à choisir avec parcimonie. Créez des liens vers des articles approfondissant le sujet. Les termes génériques sans rapport avec le sujet sont à éviter, ainsi que les répétitions de liens vers un même terme.
- Les liens externes sont à placer uniquement dans une section « Liens externes », à la fin de l'article. Ces liens sont à choisir avec parcimonie suivant les règles définies. Si un lien sert de source à l'article, son insertion dans le texte est à faire par les notes de bas de page.
- La présentation des références doit suivre les conventions bibliographiques. Il est recommandé d'utiliser les modèles {{Ouvrage}}, {{Chapitre}}, {{Article}}, {{Lien web}} et/ou {{Bibliographie}}. Le mode d'édition visuel peut mettre en forme automatiquement les références.
- Insérer une infobox (cadre d'informations à droite) n'est pas obligatoire pour parachever la mise en page.

Pour une aide détaillée, merci de consulter Aide:Wikification.
Si vous pensez que ces points ont été résolus, vous pouvez retirer ce bandeau et améliorer la mise en forme d'un autre article.
Ming Pao Monthly (chinois : 明報月刊; pinyin : Míngbào Yuèkān) est une revue intellectuelle en langue chinoise à Hong Kong, couvrant les sciences humaines, l'érudition, la culture, la politique et la pensée dans la sinosphère.

## Histoire
Ming Pao Monthly a été fondé par Jin Yong en 1966, dans l'espoir de transmettre le flambeau de la culture traditionnelle chinoise,.
À partir de l'été 1967, la revue publie le Recueil de documents sur la révolution culturelle du Parti communiste chinois (中共文化大革命資料彙編), composé de six volumes et contenant plus de trois millions de mots. Elle publie également « Mes mémoires » de Zhang Guotao.
Les premières œuvres littéraires chinoises sur les cicatrices, telles que « Le grand poisson bleu », « Le magistrat du comté Yin » et « Geng Er à Pékin » écrites par Chen Ruoxi, ont toutes été publiées dans le mensuel Ming Pao dans les années 1970. « Sang Qing et Tao Hong » de Nie Hualing a été publié en feuilleton dans le United Daily News de Taiwan, mais sa parution a été interrompue pour des raisons politiques. Il a également été publié dans son intégralité dans le Ming Pao Monthly.